# Thomas Andie
Thomas Andie (født 17. april 1972) er tidligere professionel fodboldspiller og spillede i midterforsvaret.

## Karriere

### Spiller
Han startede som ung fodboldspiller i Hadsund BK, og blev professionel hos Brøndby IF, inden turen gik til Lyngby FC og til sidst Viborg FF.
Andie indstillede karrieren den 1. december 2007 hvor han sluttede af med en udebanesejr på 2-0 over Randers FC. Der var han 35 år, og havde spillet 6½ år i Viborg FF.

### Træner
Den 22. juni 2009 indledte Andie sin trænerkarriere, da det blev offentliggjort at han skulle være cheftræner for serie 2-holdet fra Møldrup/Tostrup.

### Civil
Thomas Andie arbejder i dag Ved Nilfisk som "National Key Manager" og har tideligere arbejdet i firmaer som Berendsen og In4move.